# Slowenische Beachhandball-Nationalmannschaft der Männer
Die slowenische Beachhandball-Nationalmannschaft der Männer repräsentiert den slowenischen Handball-Verband als Auswahlmannschaft auf internationaler Ebene bei Länderspielen im Beachhandball gegen Mannschaften anderer nationaler Verbände.
Als Unterbau fungiert die Nationalmannschaft der Junioren, weibliches Pendant ist die Slowenische Beachhandball-Nationalmannschaft der Frauen.

## Geschichte

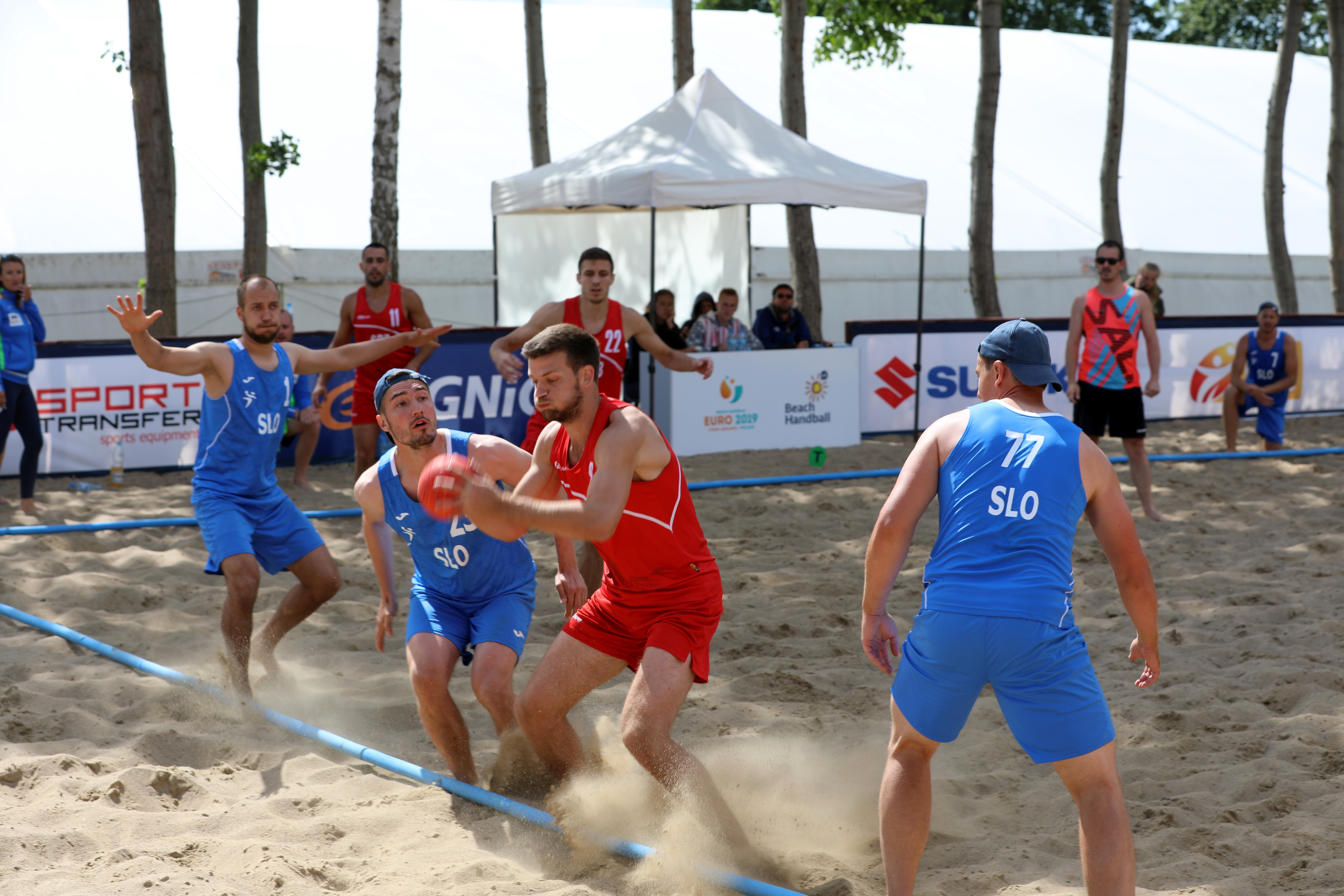
Slowenien in seinem Vorrundenspiel der EM 2019 gegen Serbien: Nik Hvala Stojanović (#1), Žan Silovšek (#23) und Rok Setnikar (#77) verteidigen gegen den Serben Milorad Teodorović (#8)

Slowenien stellte erst relativ spät zum ersten Mal eine Nationalmannschaft im Beachhandball zusammen. Für die im Mittelmeerraum prestigeträchtigen Mediterranean Beach Games wurde die Mannschaft 2015 erstmals ins Leben gerufen und belegte bei ihrer ersten Teilnahme an einer internationalen Meisterschaft den vorletzten Rang unter neun Teilnehmern. 2019 startete Slowenien das erste Mal bei den Europameisterschaften und belegte den 18. Platz von 20 Mannschaften.

## Trainer
| Cheftrainer - seit 2015: Mateja Kavčič | Co-Trainer/in - 2015: Marko Cencič - seit 2016: Matej Marinac |

## Teilnahmen
| World Games - 2001: nicht eingeladen - 2005: nicht eingeladen - 2009: nicht qualifiziert - 2013: nicht qualifiziert - 2017: nicht qualifiziert - 2022: nicht qualifiziert World Beach Games - 2019: nicht qualifiziert - 2023: nicht qualifiziert | Weltmeisterschaften - 2004: nicht qualifiziert - 2006: nicht qualifiziert - 2008: nicht qualifiziert - 2010: nicht qualifiziert - 2012: nicht qualifiziert - 2014: nicht qualifiziert - 2016: nicht qualifiziert - 2018: nicht qualifiziert - 2020: ausgefallen, nicht qualifiziert - 2022: nicht qualifiziert | Europameisterschaften - 2000: keine Teilnahme - 2002: keine Teilnahme - 2004: keine Teilnahme - 2006: keine Teilnahme - 2007: keine Teilnahme - 2009: keine Teilnahme - 2011: keine Teilnahme - 2013: keine Teilnahme - 2015: keine Teilnahme - 2017: keine Teilnahme - 2019: 18. - 2021: keine Teilnahme - 2023: nicht qualifiziert | EHF Championship - 2022: keine Teilnahme Europaspiele - 2023: Mediterranean Beach Games - 2015: 8. - 2019: keine Teilnahme - 2023: Global Tour - 2022: keine Teilnahme |

- MBG 2015: Erik Bitežnik Tomanović • Aleš Cunjac • Nik Hvala Stojanović • Gregor Kuret • Žiga Matajič • Jaka Peterlin • Vid Pregelj • Andraž Vrabič[3]

- Oderzo 2016: Urh Brana • Peter Krivic • Žiga Lesjak • Žiga Matajič • Miha Pučnik • Rok Setnikar • Žan Silovšek • Andraž Vrabič

- EM 2019: Urh Brana • Aleš Cunjac • Nik Hvala Stojanović • Maj Kromar • Herman Leskovar • Jan Maroh • Žiga Matajič • Miha Pučnik • Jan Setnikar • Rok Setnikar • Žan Silovšek[4]